# Kajan (Armenië)
Kajan (Armeens: Կայան) is een plaats in de provincie Tavoesj in Armenië. In 2001 woonden hier 278 inwoners.